# شتاف (العدين)

تعديل مصدري - تعديل

شتاف محلة تابعة لقرية الثجع، التابعة لعزلة جبل بحري بمديرية العدين إحدى مديريات محافظة إب في الجمهورية اليمنية.، بلغ تعداد سكانها 53 حسب تعداد اليمن لعام 2004.